# Guerric de Saint-Quentin
Guerric de Saint-Quentin (en latin Guerricus de Sancto Quintino ou Guerricus Flandrensis) est un frère dominicain et théologien français né à Saint-Quentin, et mort à Paris avant le 21 août 1245.

## Biographie
Guerric de Saint-Quentin a été professeur à l'université de Paris de 1233/5 à 1242. Il a écrit plusieurs ouvrages sur l'exégèse biblique et la théologie. Avec Alexandre de Halès, il est souvent crédité d'inventer le genre du quodlibet.
Guerric est entré, vers 1225, au couvent dominicain de la rue Saint-Jacques de Paris fondé en 1218. Les références dans son commentaire sur Isaïe suggèrent qu'il avait auparavant reçu une formation en médecine. Sa première affectation en tant que dominicain a été professeur à la basilique San Domenico de Bologne. 
Il a été reçu maître de théologie en 1237. Son nom apparaît entre ceux de Pierre de Tarentaise et de Beaudouin de Maflix dans le Magistrorum Parisiensium index qui a été conservé par Thomas Malvenda dans Annalium sacri ordinis praedicatorum centuria prima.. Il devient maître de théologie au collège dominicain de Saint-Jacques rattaché à l'Université de Paris. Parmi ses étudiants probables, Albert le Grand. 
En 1238, il participe avec Geoffroy de Blèves, Hugues de Saint-Cher, Jean de la Rochelle et d'autres théologiens de Paris à la réunion de la faculté de théologie de Paris qui s'est tenue au couvent des Jacobins, sous la présidence de l'évêque de Paris, Guillaume d'Auvergne, au cours de laquelle il est décidé qu'un seul clerc ne peut disposer de deux bénéfices si le revenu de l'un s'élève à quinze livres parisis. Peu après, il est nommé prieur du couvent dominicain de la rue Saint-Jacques de Paris.
Les œuvres majeures de Guerric sont ses commentaires bibliques. Outre Isaïe, il a écrit des commentaires sur Job, sur les Proverbes, sur l'Ecclésiaste, sur le Cantique des Cantiques, sur Sirach, sur la Sagesse, sur Ézéchiel, sur Luc, sur Jean, sur les Actes, sur les douze prophètes mineurs et toutes les épîtres pauliniennes traditionnelles. Tous ces manuscrits ont survécu, mais aucun n'a fait l'objet d'une révision critique ou d'une publication. Guerric de Saint-Quentin s'en tenait étroitement à une interprétation littérale.
Outre ses travaux exégétiques, il a également écrit l'un des premiers quodlibets, Quaestiones de quolibet, qui a été édité et publié, ainsi qu'un commentaire sur les Sentences de Pierre Lombard. Sa pensée était plus influencée par l'aristotélisme que ses contemporains en particulier quand il analyse le problème de l'infinité divine.

## Manuscrits
- Postilles de Guerric de Saint Quentin, de Hugues de Saint Cher et de Jean de la Rochelle sur Saint Paul, Bibliothèque nationale de France, Latin 15603 (lire en ligne)

## Éditions modernes
- Guerric of Saint-Quentin, Quaestiones De Quolibet, sous la direction de Walter H. Principe, introduction par Jean-Pierre Torrell, Pontifical Institute of Medieval studies, Rome, 2002, compte-rendu par Édouard-Henri Wéber dans Revue des sciences philosophiques et théologiques, 2003, p. 242

## Source
- (en) Cet article est partiellement ou en totalité issu de l’article de Wikipédia en anglais intitulé « Guerric of Saint-Quentin » (voir la liste des auteurs).